# マーティン・ベア
マーティン・ベア（Martin Bager、1982年1月14日 - ）はデンマークのハンドボール選手で、現在Liga ASOBALのBM Ciudad Encantadaでプレーしている。
彼の青少年のキャリアの間、 ハンドボールデンマーク代表としていくつかの試合に出た。